# Proctor (kráter na Měsíci)
Proctor je pozůstatkem měsíčního impaktního kráteru, který se nachází na jihovýchod od výrazného kráteru Tycho. Leží severně od obrovské pláně Maginus. Na severu je kráter Saussure a na východ od Tycha leží kráter Pictet. Proctor má průměr 52 kilometrů a jeho stěny jsou vysoké 1 300 metrů. Pochází z předimbrického období, které trvalo zhruba před 4,55 až 3,85 miliardami let. 
Vnější okraj tohoto kráteru je silně erodovaný a nyní tvoří nízké, nepravidelné stoupání kolem dna kráteru. Severozápadní okraj je poznamenán řadou malých kráterů, včetně Proctora D (12 km). Dno je rovné a vyznačuje se jen několika nízkými kopci. 
Kráter je pojmenován podle americké popularizátorky astronomie Mary Proctorové.